# Erica Bergenson-Söderman
Erica Kristina Bergenson-Söderman, född den 26 juli 1864 i Stockholm, död där den 8 januari 1904, var en svensk operasångerska (sopran).
Bergenson-Söderman blev sångelev vid Operan i Stockholm vid 19 års ålder, debuterade 1884 som Zélida i Konung för en dag och fick, efter ett års studier i Paris, fast anställning vid Operan spelåret 1887–1888. Hon studerade därefter vidare utomlands.
Hon gifte sig 1891 med kollegan Carl August Söderman och fick med honom döttrarna Ingalill Söderman och Greta Söderman, som följde föräldrarna i yrkesvalet. I och med sitt giftermål lämnade Bergenson-Söderman scenen men bistod sin make som pianist i hans roll som sånglärare.
Bergenson-Söderman begravdes den 11 januari 1904 i Södermans familjegrav på Norra begravningsplatsen i Stockholm.

## Operaroller (urval)
- Nancy och Zelida i Konung för en dag
- Papagena i Trollflöjten
- Zerlina i Don Juan

## Fotnoter
1. ↑  Norra begravningsplatsen, kvarter 12A, gravnummer 9 på Hittagraven.se. Åtkomst 26 juli 2012.